# Berat Özdemir
Berat Ayberk Özdemir (* 23. Mai 1998 in Melikgazi) ist ein türkischer Fußballspieler.

## Karriere

### Verein
Özdemir begann mit dem Vereinsfußball in der Jugend von Gençlerbirliği Ankara und erhielt hier zur Rückrunde der Saison 2016/17 einen Profivertrag. Einen Tag später wurde er für die damals anstehende Rückrunde und in deren Anschluss noch für die Saison 2017/18 an den Drittligisten Hacettepe SK, dem Zweitverein Gençlerbirliğis, ausgeliehen. Einen Monat später gab er in der Ligabegegnung vom 15. Januar 2017 gegen Nazilli Belediyespor sein Profidebüt.

### Nationalmannschaft
Özdemir startete seine Nationalmannschaftskarriere im März 2017 mit einem Einsatz für die türkische U-19-Nationalmannschaft. Ab 2018 wurde er auch in der türkische U-21-Nationalmannschaft eingesetzt.

## Erfolge
- Türkischer Meister: 2021/22
- Türkischer Supercupsieger: 2020, 2022